# Manuela Pedraza
Manuela Hurtado Pedraza (n. 1780, Tucumán, Virreinato del Río de la Plata) fue una heroína argentina de las Invasiones Inglesas, quien luchó destacadamente en la reconquista de Buenos Aires de 1806. Luchó cuerpo a cuerpo —y sin entrenamiento previo— con un soldado inglés al que desarmó y dio muerte junto a otro soldado enemigo, y su papel fue reconocido por el Comandante de las fuerzas de Buenos Aires (luego nombrado Virrey) Santiago de Liniers, quien la declaró Heroína Distinguida con el grado de Alférez y goce de sueldo.

## Biografía
La fecha de nacimiento y la apariencia real (no existen imágenes o fuentes fidedignas sobre su rostro) de Manuela Pedraza son desconocidas hasta la actualidad; se cree que nació alrededor del 1780 en la Provincia de Tucumán. Sus padres fueron Alejandro Hurtado y Juana Petrona Hurtado.
Para 1806, y en vísperas de la Primera Invasión Inglesa, circunstancia en la cual su nombre quedaría grabado para siempre en la historia, figuraba casada con "el Cabo de Asamblea, José Miranda, asturiano", y residía "en el segundo Cuartel, 6ª manzana, vereda al este", de la ciudad de Buenos Aires. Es decir, sobre calle Reconquista, antes de llegar a la esquina de Av. Corrientes.
Algún autor ha sugerido, sin citar fuentes, que huyó a Buenos Aires para escapar a la condena social que le significaba haber sido madre soltera de un niño bautizado el 6 de mayo de 1798, con el nombre de Juan Cruz.Parece poco probable porque esa era una situación común en la época y no generaba ningún escándalo.

### Su nombre
Su nombre completo era "Manuela Hurtado y Pedraza", pero era conocida por todos como "Manuela la Tucumanesa" (viejo estilo de "Manuela de Tucumán"), cuando luchó por defender Buenos Aires, o simplemente Manuela Pedraza.

### Asedio al fuerte de Buenos Aires
Pedraza participó en la más grande, y por último, la batalla de la reconquista; se llevó a cabo durante tres días; 10, 11 y 12 de agosto de 1806. Combatió encarnizadamente en las calles de Buenos Aires para reconquistar la ciudad que estaba a manos de los usurpadores ingleses. Todos participaron en la lucha, las mujeres con el mismo fervor que los hombres, entre ellos se incluye a Juan Manuel de Rosas, que tenía, a la sazón 13 años, y participó con heroísmo en la misma. Cuando el combate había llegado a su culminación en la plaza mayor (Plaza de mayo), donde las fuerzas al mando de Liniers trataban de tomar la Fortaleza (Casa Rosada), que era el último bastión en donde se habían atrincherado los invasores británicos, una mujer del pueblo se destacó entre los soldados, uno de los cuales era su marido, a quien había resuelto acompañar. La metralla no la acobardó. Por el contrario, se insertó, junto al batallón de Patricios, en medio del fuego de metralla inglés y con un fusil mató a los enemigos usurpadores de la ciudad. En el segundo día de la batalla, el 11 de agosto de 1806, durante el combate el marido de Manuela, José de Miranda, cae mortalmente herido por un disparo de un soldado británico. Manuela tomó el fusil que dejó caer su marido, y con esa arma, mató, a su vez, a quien había disparado contra su esposo. No contenta con ello persigue al pelotón enemigo y mató a otro soldado inglés de un bayonetazo. Luego le arranca el fusil, que presenta, después, como trofeo a Liniers.
Una anécdota de la reconquista de Buenos Aires en 1806, de la que existen documentos, relata que cuando Liniers atravesó la Plaza, dirigiéndose a tomar posesión del fuerte de Buenos Aires, recién rendido por los ingleses, luciendo su uniforme con jirones y agujeros atravesados por tres balas, signos de la dura lucha empeñada, iba acompañado por una entusiasta turba que lo vivaba y milicianos en su mayoría desarmados, su atención se dirigió hacia esta brava mujer, que le presentó al Reconquistador el fusil con el cual ultimara a un soldado británico, llorando la muerte de su marido, caído en acción.

### Manuela, la alférez
Concluida la lucha con las fuerzas hispano-criollas y la capitulación incondicional de los invasores, Manuela Pedraza entrega el fusil capturado, al héroe de la reconquista, Liniers y éste, en su parte de triunfo remitido a la metrópoli, expresó sobre ella en uno de sus párrafos que su lucha no debe ser olvidada. Aunque se la elogia, su humildad no parece hacer necesario el averiguar su apellido para reconocimiento de la posterioridad. Pero la tradición popular se encargó de conservarlo y hoy la placa de una calle porteña lo sigue recordando. Y la heroína es recompensada con el grado de alférez y goce del sueldo correspondiente. A través de los episodios de las dos invasiones, la de 1806 y la de 1807, se la ve reaparecer muchas veces, siempre aguerridamente esforzada, entusiasmando con su palabra y con su acción a los reconquistadores primero y a los defensores, después, en las calles porteñas ensangrentadas por la lucha. Calles que recorría animada de ira ardiente, trágica en su rebeldía, apasionada e inquietante, incitando a los pusilánimes a levantarse contra los invasores o a los combatientes a luchar sin tregua.
Y entre uno y otro episodio, quizás liderando el conjunto de mujeres patriotas que improvisaban uniformes para las fuerzas que se preparaban a repeler al invasor y, sobre todo, para las del criollo regimiento de Patricios o para las del humilde de Pardos y Morenos. Así nos la presenta Héctor Pedro Blomberg, durante ese período: 

"Fue ella, Manuela la Tucumana, quien asistió, feliz y entusiasta, a la rendición de la espada del invasor en 1807, y fue la mano áspera de Manuela la que estrecho conmovido a don Hilarión de la Quintana cuando fue a hacer entrega del arma a Liniers, el héroe de aquellas inmortales jornadas, en presencia del pueblo rumoroso de Buenos Aires"

### Después de las invasiones inglesas

#### Rey Carlos IV de España
Carlos IV, el rey de España en despacho fechado 24 de febrero de 1807 en el Palacio Real del Pardo la reconoce expresando, 

El Rey: por cuanto atendiendo al valor y distinguida acción de doña Manuela La Tucumanesa, combatiendo al lado de su marido, en la Reconquista de Buenos Aires, he venido en concederle, el grado y sueldo de Subteniente de Infantería. Por tanto mando a los Capitanes Generales. Gobernadores de las Armas y demás cabos, mayores y menores, oficiales y soldados de mis ejércitos, la guarden y hagan guardar las honras, gracias, preeminencias y exenciones, que por razón de dicho grado le tocan y deben ser guardadas, bien y cumplidamente. Que así es mi voluntad y que el Ministro de mi Real Hacienda, a quien perteneciere, dé la orden conveniente, para que se tomen razón de este Despacho, en la Contaduría Principal y en ella se formará asiento con el expresado sueldo, del cual ha de gozar, desde el día del cúmplase de este Despacho, sin contribuir cosa alguna, al derecho de media anata.
Dado en El Pardo a veinticuatro de febrero de mil ochocientos siete, firmado el Rey; José Caballero; S. M. concede grado y sueldo de Subteniente de Infantería a doña Manuela "La Tucumanesa".

 Este documento se encuentra en el Instituto Histórico de la Ciudad de Buenos Aires.

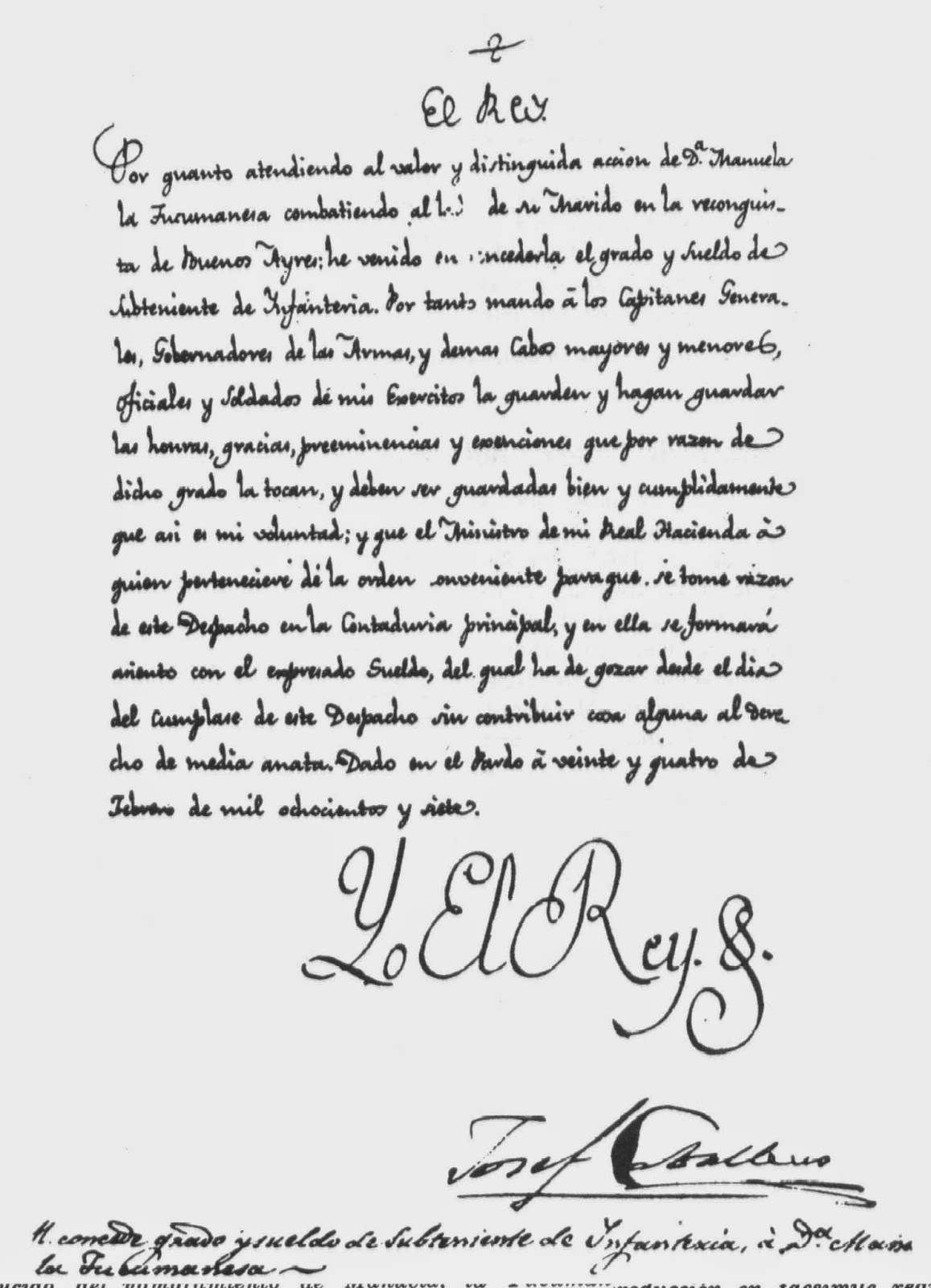
Documento sobre Manuela Pedraza, que se encuentra en el Instituto Histórico de la Ciudad de Buenos Aires.

### Capacidad, accionar y amor patrio

#### Pierre Giequel
Pierre Giequel recuerda a “La Tucumanesa”, vestida de hombre, combatiendo junto a su marido y de propia mano matando a soldados enemigos. Este narrador de origen francés que participó en la Reconquista presume que quizás no fuera este acto rudo el primero de Manuela Pedraza, y dice, en un tono algo sarcástico, que esta mujer “ha recorrido largamente los campos como contrabandista”. Giequel sostenía ello puesto que “La Tucumanesa” militaba en el cuerpo (donde se hallaba enrolado su marido) conocido como de Blandengues, el cual gozaba con el atributo de capturar ciertos botines de aquellos que cometían hurtos en la campaña. Asimismo en el caso de otras violaciones relacionadas al robo de ganado. No era extraño que las mujeres en la campaña de Buenos Aires, participaran de las actividades masculinas, escoltando a sus hombres en las operaciones, que manejaran los negocios de éstos, que cabalgaran, fumaran, vistieran como hombres, supieran usar el fusil, el lazo, la daga o sevillana. Muy conocido pero no menos curioso es que tal despliegue de actividad de las mujeres, quienes solían participar en las conversaciones y entender de ‘asuntos políticos y públicos’, dejaba asombrados a los extranjeros visitantes. Era común, en estas tierras, que las mujeres de la pampa colonial compartieran muchas actividades típicamente "masculinas" con sus maridos.

#### Bartolomé Mitre
El propio Bartolomé Mitre, rescatando testimonios de la época nos cuenta: 

"Hasta las mujeres recibieron la corona del triunfo en la cabeza de una heroína llamada Manuela la Tucumana, que combatiendo en ese día al lado de su marido, mató con sus propias manos un soldado, a quien quitó el fusil, que presentó a Liniers, recibiendo en premio de su hazaña los despachos de alférez"

. Estos testimonios corroboran el valor de la "Tucumanesa", que se hizo público en toda la ciudad; donde todos creían justo y apropiado un reconocimiento. Sin embargo, Mitre se adelanta un poquito a los hechos, al mencionar que se le otorgaron los despachos de "alférez".

#### El parte de Liniers
Al término de la lucha, Liniers en el parte al Rey de España, específicamente al ministro Manuel Godoy (el "Príncipe de la Paz"), en la Corte de España, relatándole sobre la gesta de la Reconquista informa: 

"No debe omitirse el nombre de la mujer de un cabo de Asamblea, llamada Manuela la Tucumanesa, que combatiendo al lado de su marido con sublime entereza mató un inglés del que me presentó el fusil"

El parte de Santiago de Liniers se encuentra en el Museo del Cabildo. Atendiendo a la precaria situación económica de Manuela. Santiago de Liniers se preocupó especialmente para que Manuela Hurtado y Pedraza tuviera un merecido reconocimiento, por parte del Rey de España y del Cabildo de Buenos Aires.

### Razón y justicia
“La Tucumanesa”, así convertida en heroína nacional buscará la merecida gratitud. Así aparece prontamente un oficio, fechado el 25 de mayo de 1807, por el Cabildo porteño que atendía una nota que le hiciera llegar Santiago de Liniers. El héroe recomendaba el mérito de “doña Manuela Urtado y Pedraza, que sirvió en esta capital en clase de Soldado Blandengue”. En consecuencia, la corporación le acordó a doña Manuela una gratificación de $50, por única vez, así igualmente el goce del prest (sueldo), de $ 10 mensuales (a partir del mes de junio), como “Soldado del Cuerpo de Artillería de la Unión”; en tanto el enfrentamiento con Inglaterra se siguiera extendiendo.
Del cumplimiento de dicha última gratificación, genera incertidumbre una presentación de la firma autógrafa de “Manuela Urtado y Pedraza, natural de Tucumán y avecindada de la Ciudad de Buenos Aires”; solicitando se le entregue una suma del caudal de presas a que se consideraba acreedora. El 5 de junio de 1807, Liniers, en una providencia marginal del documento, ordenó que se pasara el oficio a los Ministros de la Real Hacienda, para que se le entregara a la peticionante, 10 pesos fuertes “a cuenta de la parte que pueda corresponderle en ellas”.
Teniendo en consideración la recomendación de S. de Liniers y como premio del valor que evidenció Manuela Pedraza en el combate junto a su marido, se la favoreció con grado y sueldo de subteniente; mediante Real Orden comunicada por el ministro José Caballero a Pascual Ruiz Huidobro. Jaime Alsina y Verges (teniente coronel del Batallón de Comercio) en carta privada a Luis de la Cruz consignó en 1807: 

"Podemos decir que todos fueron los más valientes [en la defensa de Buenos Aires], hasta aquella oficiala Tucumanesa, que ha sido herida de un balazo en un muslo, a la que sin duda se le graduará como Tenienta con sueldo"

### Últimos años
Manuela Pedraza pasó por nuestra historia y por la vida como una figura borrosa que refulge un momento para apagarse sin ruido , sin siquiera un chisporroteo y perderse en la oscuridad. Pero constituyó en su momento de brillo, el caso cabal de la heroína inspirada e inspiradora que surge en los momentos tempestuosos y desaparece cuando la paz reparadora llega. Entre las turbulencias de nuestras luchas civiles y quizás por la insoportable ausencia de su compañero, Manuela fue olvidada y terminó sus días vagando trastornada e indigente, arrastrando su miseria por las calles de la ciudad que ayudó a reconquistar.

## Homenajes
Hoy una calle y un colegio de Buenos Aires llevan su nombre. Numerosas calles de pueblos y ciudades argentinas la homenajean, entre ella una de Mar del Plata.
En la Provincia de Tucumán existe una Comuna Rural con el nombre de Manuela Pedraza, ubicada a 50 kilómetros al sur de San Miguel de Tucumán, sobre Ruta Nacional N.º 157 en el Departamento Simoca (cerca de la ciudad de Simoca). Además, una escuela primaria, sita en la localidad de Los Corpitos, lleva su nombre.
La ciudad de Buenos Aires premia con la Mención de Honor Manuela Pedraza a mujeres ejemplares en las luchas sociales de la Argentina. Fue instaurada para destacar el rol de las mujeres en las luchas sociales de nuestro país. Así dice el gobierno de la ciudad que "se pretende reivindicar la tradición de las luchas emancipatorias y de defensa de los intereses nacionales y populares por las que muchísimos compatriotas ofrendaron su vida."

## Influencia en la cultura popular
El poeta Pantaleón Rivarola al cantar la reconquista de Buenos Aires le dedicó estos versos:

“A estos héroes generosos una amazona se agrega. Que oculta en varonil traje triunfa de la gente inglesa:
Manuela tiene por nombre. Por patria Tucumanesa”.

Félix Luna escribió en su homenaje el poema "Manuela la tucumana" que musicalizado en ritmo de triunfo por Ariel Ramírez forma parte del álbum "Mujeres Argentinas" cantado por Mercedes Sosa.